# Carl Ludwig Richter
Carl Ludwig Richter (* 22. August 1737 in Halle; † 9. Mai 1802 in Kassel) war ein Theologe und Pädagoge, von Michaelis 1779 bis zu seinem Tod Rektor des Lyceums Fridericianum in Kassel.

## Leben
Er war ein Sohn des beim Amt Giebichenstein im Herzogtum Magdeburg angestellten Aktuars Johann Adolph Richter und erhielt seine schulische Ausbildung ab 1744 an der Lateinschule in Halle. Danach studierte er von Ostern 1753 bis September 1757 Theologie an der Friedrichs-Universität in Halle.
Nach erfolgreichem Abschluss seines Studiums trat er zu Michaelis 1757 eine Anstellung als Hauslehrer des Sohnes des preußischen Generals Friedrich Christian von Hauss, dem damaligen Militärkommandanten von Leipzig, an. 1760 erhielt er die Stelle als Vierter Lehrer („Quartus“) an der städtischen Lateinschule in Kassel, wohl auch auf Empfehlung seines älteren Bruders, des Hofgerichtsrats Johann Adolph Richter († 1775). Er trat diese Stelle zu Michaelis 1760 an, bewarb sich danach allerdings mehrfach vergeblich um Stellen als Prediger, da ihn die Anstellung als Quartus wohl finanziell nicht befriedigte. Nach dem Tod des seit 1736 amtierenden Rektors Justus Heinrich Wetzel 1771 wurde Richter im Mai 1772 als neuer Rektor vorgeschlagen, aber vom zuständigen Konsistorium nicht akzeptiert, dann aber im August 1772 zum Konrektor ernannt.
Sieben Jahre später, wenige Wochen nach der am 14. August 1779 erfolgten Einweihung des von Landgraf Friedrich II. von Hessen-Kassel durch Umwandlung der Lateinschule gegründeten „Lyceums Fridericianum“, einer sogenannte Gelehrtenschule zur Vorbereitung auf ein Universitätsstudium, wurde Richter als Nachfolger des aus gesundheitlichen Gründen ausscheidenden Paul Veit zum Rektor ernannt. 1796 erhielt er den Charakter eines Professors.
Richter war zeitlebens unverheiratet. Er starb am 9. Mai 1802 an einer Lungenentzündung und wurde auf eigenen Wunsch in aller Stille beigesetzt. Zu seinem Gedenken wurde die Richter-Denkmünze gestiftet, die jährlich an den besten Abiturienten des Lyceums vergeben wurde. Richters Nachfolger als Rektor am Lyceum Fridericianum wurde Nathanael Cäsar.